# NGC 7349
NGC 7349 is een balkspiraalstelsel in het sterrenbeeld Waterman. Het hemelobject werd in 1886 ontdekt door de Amerikaanse astronoom Frank Muller.

## Synoniemen
- ESO 603-4
- MCG -4-53-29
- PGC 69488